# NGC 102
NGC 102 je galaksija u zviježđu Kit.

## Vanjske poveznice
- SEDS: NGC 0102